# Nothopegia racemosa
Nothopegia racemosa är en sumakväxtart som först beskrevs av Dalz., och fick sitt nu gällande namn av T.P. Ramamoorthy. Nothopegia racemosa ingår i släktet Nothopegia och familjen sumakväxter. Inga underarter finns listade i Catalogue of Life.